# Triglicéridos de cadena media

Triglicéridos de cadena media

Los triglicéridos de cadena media, TCM son ésteres de ácidos grasos de cadena media (entre 8 y 12 átomos de carbono) y glicerol (1,2,3-propanotriol). Los TCM se difunden pasivamente del tracto gastrointestinal al sistema porta (Los ácidos grasos de cadena larga se absorben en el sistema linfático) sin requerir ningún tipo de transformación como ocurre con los ácidos grasos de cadena larga o los ácidos grasos de cadena muy larga. Además, los TCM no requieren el uso de sales biliares para su digestión. Los pacientes que tienen desnutrición o síndrome de malabsorción se suelen tratar con ácidos grasos de cadena media porque éstos no requieren energía para ser absorbidos, almacenados o para su utilización.
Algunas de las fuentes de TCM son el aceite de palma, de coco y las nueces del alcanfor. Los ácidos grasos que podemos encontrar en los TCM son el caprílico, el cáprico y el láurico.

## Relevancia dietética
Breckenridge and Kuksis analizaron la leche de varios mamíferos, y en todos ellos había un claro predominio de los ácidos grasos de cadena larga. Pero, mientras la leche humana, de perro y de las cobayas está casi exclusivamente compuesta de triglicéridos de cadena larga, la leche de yegua contiene además cantidades menores pero significativas de ácidos grasos de cadena media, y la leche de las vacas, las cabras y ovejas contiene además ácidos grasos de cadena media y de cadena corta.
Algunos estudios muestran que los TCM pueden ser de ayuda en la quema de calorías excesivas, y en consecuencia, conducir a una reducción de peso.  Los TCM promueven la oxidación de los ácidos grasos y la disminución de la ingesta de alimentos. Hubo cierto interés en los TCM entre los culturistas. Aunque parezca que los TCM proporcionan una mejora saludable del estado físico, la relación con la mejora frente a los esfuerzos es débil.

## Usos médicos
Los triglicéridos de cadena media se consideran una buena  fuente inerte de energía para el cuerpo humano fácil de metabolizar. Tienen beneficios potenciales en el metabolismo de las proteínas pero pueden estar contraindicados en ciertas situaciones debido a la tendencia que tienen a producir cetosis y acidosis metabólica.
Al poder ser absorbidos rápidamente por el cuerpo humano se pueden usar en el tratamiento de algunas disfunciones nutricionales. La toma de TCM junto con una dieta hipocalórica es la piedra angular del tratamiento de la linfagiectasia intestinal primaria (Trastorno de Waldmann). Los TCM son un ingrediente de la alimentación parenteral en forma de emulsión. Algunos estudios han hallado resultados prometedores en el tratamiento del Alzheimer o el Párkinson con TCM. y epilepsia a través de una dieta cetogenica.
La concentración sérica de las Lipoproteínas de alta densidad (HDL) aumenta con la disminución de la longitud de la cadena de los ácidos grasos contenidos en los triglicéridos.
Otros de los beneficios que se le atribuyen a los TCM son: mantener fuerte el sistema inmunológico (destruyen virus y bacterias), prevenir la aterosclerosis y ayudar a una óptima función cerebral sobre todo en momentos intensos de actividad mental.

## Usos técnicos
Los TCM son menos notorios que los triglicéridos de cadena larga (TCL) además de ser más polares que estos y,  por ello, se usan como disolventes de aditivos alimentarios o fármacos. 